# Козлова, Зоя Алексеевна
Зоя Алексеевна Козлова (8 марта 1914, Старое Батурино — 22 ноября 2001, Москва) — советская волейболистка и баскетболистка. Двукратная чемпионка СССР по волейболу (1938, 1940). Капитан женской волейбольной команды «Спартак» (Москва). Заслуженный мастер спорта СССР (1947). Судья международной категории (1953).

## Биография
Родилась 8 марта 1914 года в деревне Старое Батурино Рыбновской волости Рязанской губернии. С 1935 года выступала за женский московский волейбольный клуб «Спартак» на позиции нападающей. Была капитаном команды.
В составе «Спартака» выигрывала золотые медали на Всесоюзных волейбольных праздниках 1935 и 1936 годов. Во главе с Зоей Козловой волейбольный «Спартак» в 1938 году стал первым чемпионом СССР среди клубных команд. В следующем году в Одессе «Спартак» завоевал серебряные медали.
В 1940 году в финале последнего предвоенного чемпионата СССР по волейболу в Тбилиси московский «Спартак» в упорной борьбе обыграл московский «Локомотив» и завоевал золотые медали. По словам тренера команды Г. Е. Берлянда, именно капитан «Спартака» Зоя Козлова, отлично бившая и правой и левой рукой, сыграла ведущую роль в этом матче.
С Зоя Козлова выступала и за баскетбольный клуб «Спартак». В составе команды становилась 2-м призёром чемпионата СССР 1938 года и 3-м призёром чемпионата СССР 1939 года.
Параллельно с занятием спортом училась в Московском инженерно-строительном институте. После окончания института в 1941 году работала инженером-строителем в системе промкооперации.
После начала Великой Отечественной войны занималась дежурством в системе МПВО, тушила зажигательные бомбы. 14 ноября 1942 года с отличием окончила семинар инструкторов-общественников по
рукопашному бою. Вела работу с призывниками Всевобуча. Затем работала в госпитале с ранеными бойцами в качестве инструктора по лечебной гимнастике.
С 1942 по 1944 год Зоя Козлова на общественных началах возглавляла секцию по волейболу при городском спорткомитете. В 1943 году волейбольная команда «Спартак» вместе с капитаном Зоей Козловой завоевала Кубок Москвы. В составе команд Зоя Козлова завоёвывала 3-е место на чемпионате СССР по баскетболу (1944) и 2-е место на чемпионате СССР по волейболу (1945). В 1946 и 1947 годах входила в списки сильнейших волейболисток СССР. В 1949 году завершила карьеру в качестве игрока.
Занималась судейством в волейболе с 17 лет. Она первой из женщин была включена в судейскую коллегию первенства СССР 1934 года. Она получила звание судьи республиканской, а затем — всесоюзной категории. В 1952 году, на чемпионате мира в Москве, Зоя Козлова стала первой женщиной, которой Международная федерация волейбола доверила судейство на вышке в игре такого уровня. По окончании матча ей было присуждено звание судьи международной категории.
В 1941—1951 Зоя Козлова была тренером по волейболу и баскетболу МГС ДСО «Спартак». В 1958 году — главный тренер женской волейбольной команды Московского энергетического института (МЭИ). В 1955—1974 годах работала старшим преподавателем на кафедре физического воспитания МЭИ.
Член КПСС. Вместе со своей подругой по волейбольной команде Зинаидой Зубаревой активно работала в совете ветеранов общества «Спартак», была заместителем председателя совета ветеранов. С 1970-х годов в летний период, находясь на отдыхе в подмосковном дачном посёлке Николина Гора, вела там детскую волейбольную секцию.
Умерла 22 ноября 2001 года.

## Награды
- медаль «За оборону Москвы»[1]
- медаль «В память 800-летия Москвы»[1]
- юбилейная медаль «50 лет Победы в Великой Отечественной войне 1941—1945 гг.»[1]